# چمگان
چمگان (ازبکی: Chimgon) یک منطقه اسکی در ازبکستان است.